# جنركشة

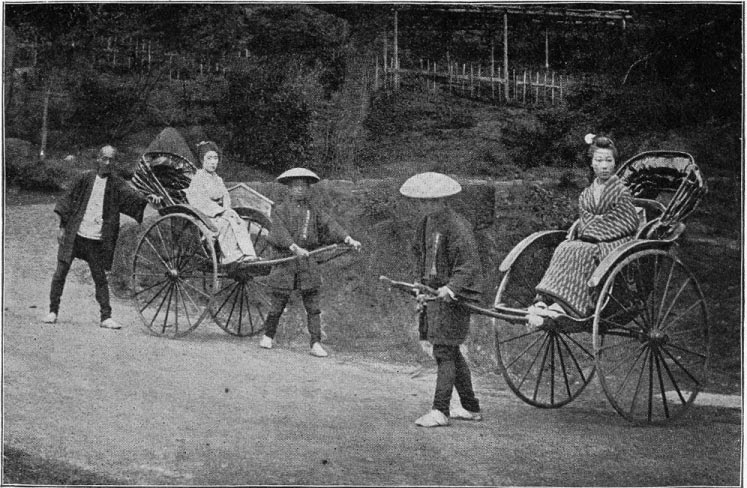
جنركشة يابانية نحو 1897.

الجِنْرِكْشة هي وسيلة من وسائل النقل العاملة بالطاقة البشرية والتي يجر العَدّاء فيها عربة ذات عجلتين تتسع لشخص أو شخصين.